# Ewery
El ewery era un sitio, cuarto o recinto en una casa inglesa medieval de la nobleza o familias adineradas donde se preparaba el agua en jarras para el servicio de los invitados y señores de la casa para beber o aseo de las personas, allí también se guardaban las jarras, toallas y toallones que su utilizaban en la casa. La palabra deriva de "ewer" (en español aguamanil), un tipo de jarra. Este recinto no se encargaba de la lavandería, que estaba a cargo de las dependencias de lavandería y mantelería (manteles de mesa). Sin embargo, las tres dependencias trabajaron en estrecha colaboración y podían estar agrupadas en un mismo recinto en hogares más pequeños.
El servicio de proveer a los habitantes de la casa de agua en jarras, era especialmente útil en una época en la cual no había sistemas de distribución de agua corriente en las mansiones.
Una dependencia así llamada todavía existe a comienzos del siglo XXI en la casa real de Inglaterra.